# Rezerwat przyrody Torfowisko Zawały
Rezerwat przyrody Torfowisko Zawały – torfowiskowy rezerwat przyrody utworzony w 2012 r. na terenie gminy Dobre, w powiecie mińskim w województwie mazowieckim. Znajduje się na gruntach Skarbu Państwa w zarządzie Nadleśnictwa Mińsk.
Rezerwat zajmuje powierzchnię 6,28 ha. Wokół rezerwatu utworzono otulinę o powierzchni 35,1634 ha. Na mocy obowiązującego planu ochrony ustanowionego w 2019 r., obszar rezerwatu objęty jest ochroną czynną.

## Cel ochrony
Według aktu powołującego, celem ochrony rezerwatu jest zachowanie ze względów naukowych kompleksu wodno-torfowiskowego, z przyległymi borami oraz stanowiskami chronionych i zagrożonych gatunków roślin i zwierząt.

## Podstawa prawna
- Zarządzenie Nr 20 Regionalnego Dyrektora Ochrony Środowiska w Warszawie z dnia 31 października 2012 r. w sprawie uznania rezerwatu przyrody „Torfowisko Zawały” (Dz. Urz. Woj. Maz. z 2012 r., poz. 7696)[1]
  - zmienione przez: Zarządzenie Regionalnego Dyrektora Ochrony Środowiska w Warszawie z dnia 27 grudnia 2018 r. zmieniające zarządzenie w sprawie rezerwatu przyrody Torfowisko Zawały (Dz. Urz. Woj. Maz. z 2019 r. poz. 80)[2]

## Klasyfikacja rezerwatu
Według obowiązujących kryteriów rozporządzenia Ministra Środowiska z 30 marca 2005 r. w sprawie rodzajów, typów i podtypów rezerwatów przyrody (Dz. U. z 2005 r. Nr 60, poz. 533), pod względem rodzaju, rezerwat „Torfowisko Zawały” jest rezerwatem torfowiskowym (T). Dalej, ze względu na dominujący przedmiot ochrony rezerwat zaklasyfikowano jako: typ – fitocenotyczny (PFi), podtyp – zbiorowisk nieleśnych (zn). Natomiast ze względu na główny typ ekosystemu, jako rezerwat torfowiskowy (bagienny) (ET), podtyp torfowisk przejściowych (tp).

## Walory przyrodnicze
Wyróżniającym się elementem rezerwatu jest podłużny zbiornik wodny mający charakter śródleśnego oczka wodnego. Uboga trofia sprawia, że występuje tu niewiele, ale za to reprezentatywnych i dobrze wykształconych zbiorowisk wodnych z klasy Potametea. Obrzeża zbiornika oraz pływające wyspy porasta roślinność z klasy Scheuchzerio-Caricetea nigrae. Roślinność leśna reprezentowana jest wyłącznie przez bory sosnowe ze związku Dicrano-Pinion. Najmniejsze powierzchnie zajmuje bór bagienny (Vaccinio uliginosi-Pinetum), który otacza różnej szerokości pasem zbiornik wodny i roślinność torfowiskową. Pozostałą część rezerwatu zajmują różnie wykształcone bory świeże: subkontynentalny (Peucedano-Pinetum) i subatlantycki (Leucobryo-Pinetum). W obrębie rezerwatu zidentyfikowano trzy siedliska przyrodnicze z załącznika I dyrektywy siedliskowej, tj. starorzecza i naturalne eutroficzne zbiorniki wodne (kod 3150), torfowiska przejściowe i trzęsawiska (kod 7140) oraz bory i lasy bagienne (kod 91D0).
Flora rezerwatu reprezentowana jest przez 88 gatunków roślin naczyniowych i cechuje się wysoką naturalnością. Do grupy gatunków chronionych zaliczają się: rosiczka okrągłolistna (Drosera rotundifolia), bagno zwyczajne (Ledum palustre), widłaczek torfowy (Lycopodiella inundata), widłak jałowcowaty (Lycopodium annotinum), bobrek trójlistkowy (Menyanthes trifoliata) i modrzewnica zwyczajna (Andromeda polifolia). Z gatunków regionalnie rzadkich występują świbka błotna (Triglochin palustris) i żurawina błotna (Oxycoccus quadripetalus). Ponadto stwierdzono 26 gatunków mszaków, w tym 4 gatunki wątrobowców. Spośród nich aż 11 to gatunki chronione: torfowiec błotny (Sphagnum palustre), torfowiec spiczastolistny (Sphagnum cuspidatum), torfowiec nastroszony (Sphagnum squarrosum) oraz torfowiec kończysty (Sphagnum fallax), bielistka siwa (Leucobryum glaucum), gajnik lśniący (Hylocomium splendens), płonnik cienki (Polytrichum strictum), płonnik pospolity (Polytrichum commune), rokietnik pospolity (Pleurozium schreberi), widłoząb kędzierzawy (Dicranum polysetum), widłoząb miotłowy (Dicranum scoparium).
Ze zwierząt na terenie rezerwatu występują m.in.: łoś (Alces alces), żuraw (Grus grus), cyranka (Spatula querquedula), krwawodziób (Tringa totanus), jaszczurka żyworodna (Lacerta vivipara), padalec (Anguis fragilis), żmija zygzakowata (Vipera berus).